# Zimski Jugo-kup u nogometu 1938./39.
Zimski Jugo-kup  (također i pod nazivima Zimski kup i Jugokup) je svoje drugo izdanje imao u sezoni 1938./39. 
 Ždrijeb natjecanja u kojem je sudjelovalo 19 klubova je održan 1. prosinca 1938. u prostorijama BSK-a u Beogradu. Radi uštede troškova putovanja, natjecanje je bilo podijeljeno na dvije zone - istočnu i zapadnu. Zbog problema u završnici natjecanja (odbijanje Građanskog iz Zagreba da igra susrete protiv Slavije iz Sarajeva u poluzavršnici), natjecanje je završeno tek u siječnju 1940. 

Kup je osvojila Jugoslavija iz Beograda.

## Rezultati

### I. kolo (kvalifikacije)
| datumi                    | klub1              | klub2               | rezultati | napomene                  |
| ------------------------- | ------------------ | ------------------- | --------- | ------------------------- |
| 25.12.1938. / 1.1.1939.   | Vojvodina Novi Sad | Radnički Kragujevac | 2:3, 4:4  |                           |
| 25.12.1938. / 1.1.1939.   | SAŠK Sarajevo      | Bata Borovo         | 5:2, 1:7  | Borovo danas dio Vukovara |
| 18.12.1938. / 26.12.1938. | Bačka Subotica     | Slavija Osijek      | 4:4, 0:5  |                           |

### II. kolo (osmina završnice)
| datumi                  | klub1               | klub2               | rezultati | napomene                  |
| ----------------------- | ------------------- | ------------------- | --------- | ------------------------- |
| 15.1.1939. / 18.1.1939. | Jedinstvo Beograd   | SK Zemun            | 2:0, 0:0  |                           |
| 15.1.1939. / 19.1.1939. | BASK Beograd        | Građanski Skoplje   | 5:0, 2:3  |                           |
| 15.1.1939. / 19.1.1939. | Radnički Kragujevac | Jugoslavija Beograd | 2:3, 0:4  |                           |
| 15.1.1939. / 19.1.1939. | Slavija Osijek      | BSK Beograd         | 1:3, 1:6  |                           |
| 6.1.1939. / 15.1.1939.  | Concordia Zagreb    | Bata Borovo         | 2:0, 2:2  | Borovo danas dio Vukovara |
| 6.1.1939. / 15.1.1939.  | HAŠK Zagreb         | Slavija Sarajevo    | 1:0, 0:3  |                           |
| 6.1.1939. / 15.1.1939.  | SK Ljubljana        | Građanski Zagreb    | 2:1, 0:6  |                           |
| 8.1.1939. / 15.1.1939.  | Hajduk Split        | JRŠK Split          | 2:0, 0:0  |                           |

### III. kolo (četvrtzavršnica)
| datumi                        | klub1               | klub2            | rezultati       | napomene |
| ----------------------------- | ------------------- | ---------------- | --------------- | --- |
| 22.1.1939. / 29.1.1939.       | Jugoslavija Beograd | BASK Beograd     | 2:1, 2:1        | |
| 22.1.1939. / 29.1.1939.       | Jedinstvo Beograd   | BSK Beograd      | 1:3, 0:3        | |
| 22.1.1939. / 29.1.1939.       | Concordia Zagreb    | Slavija Sarajevo | 2:2, 0:2        | |
| 22.1.1939. / 29. – 30.1.1939. | Građanski Zagreb    | Hajduk Split     | 1:1, 2:1 (prod) | Uzvratna utakmica prekinuta u 72. minuti pri rezultatu 1:1. Sljedeći dan (30. siječnja) igrano preostalih 19 minuta i produžetak |

### Poluzavršnica
| datumi                 | klub1               | klub2            | rezultati        | napomene |
| ---------------------- | ------------------- | ---------------- | ---------------- | --- |
| 5.2.1939. / 19.2.1939. | Jugoslavija Beograd | BSK Beograd      | 0:1, 4:0         | |
|                        | Slavija Sarajevo    | Građanski Zagreb | 3:0 pff, 3:0 pff | Građanski odbio igrati protiv Slavije radi incidenta na prethodnoj jesenskoj prvenstvenoj utakmici ovih klubova |

### Završnica
| datumi                | klub1               | klub2            | rezultati | napomene                                                    |
| --------------------- | ------------------- | ---------------- | --------- | ----------------------------------------------------------- |
| 7.1.1940. / 8.1.1940. | Jugoslavija Beograd | Slavija Sarajevo | 5:1, 0:0  | obje utakmice igrane u Beogradu na igralištu SK Jugoslavije |

## Poveznice
- Kupovi Kraljevine Jugoslavije u nogometu
- Prvenstvo Jugoslavije u nogometu 1938./39.